# Harpham
Harpham est un village et une paroisse civile du Yorkshire de l'Est, en Angleterre. Il est situé dans le nord du comté, à 8 km environ au nord-est de la ville de Driffield. Au recensement de 2011, la paroisse de Harpham, qui inclut également les hameaux de Lowthorpe (en) et Ruston Parva (en), comptait 303 habitants.

## Histoire
Harpham est traditionnellement considéré comme le lieu de naissance de Jean de Beverley, un évêque anglo-saxon mort en 721. L'église paroissiale du village lui est dédiée, et il a également donné son nom à une source réputée avoir des propriétés curatives.
Le village est également associé à la famille St Quintin, dont plusieurs membres sont baronnets de Harpham (en) entre 1642 et 1795.